# Plaza de la Revolución (Managua)
La Plaza de la Revolución, anteriormente llamada Plaza de la República hasta el 20 de julio de 1979, es una plaza pública de la ciudad de Managua, Nicaragua, 
Fue construida sobre lo que se llamaba Plaza del Cacique Tipitapa, en donde se decía había diez mil flecheros indígenas sepultados.

## Ubicación
La misma se encuentra localizada en el centro histórico de la ciudad, incluyendo el Parque Central y los antiguos edificios del Palacio Nacional y la Catedral de Santiago.

## Recordatorio
La importancia de una plaza en una ciudad es semejante a la de una sala en una casa. Es un espacio urbano público, amplio y descubierto donde se celebran grandes actividades de diferentes tipos.
El 20 de julio de 1979, en la entonces Plaza de la República se llevó a cabo la entrada triunfal de las columnas de  guerrilleros del FSLN para la celebración del Triunfo de la Revolución Popular Sandinista luego de la huida del dictador Anastasio Somoza Debayle el día 17 del mismo mes y de la caída del gobierno títere de Francisco Urcuyo Maliaños.

## Eventos
En abril de 1983 se celebró el Concierto por la paz en Centroamérica, promovido por el Ministerio de Cultura con el auspicio de los Comités de Solidaridad con Nicaragua de América y Europa, que contó con la participación de varios grupos musicales, cantautores e intérpretes solistas de distintos países de América Latina representativos de la Nueva canción latinoamericana, entre los cuales destacaron los siguientes:
- Alí Primera
- Amparo Ochoa
- Carlos Mejía Godoy y Los de Palacagüina
- Chico Buarque
- Daniel Viglietti
- Gabino Palomares
- Grupo Manguaré
- Luis Enrique Mejía Godoy y Mancotal
- Luis Rico
- Mercedes Sosa
- Silvio Rodríguez

Otro evento importante fue la clausura del XVII Congreso Latinoamericano y Caribeño de Estudiantes el 21 de agosto de 2014. Con la presencia de Daniel Ortega Saavedra, Presidente de la República, quien había participado en el IV Congreso, unos 5 mil estudiantes delegados del continente y decenas de miles de ciudadanos que participaron en el acto, dieron por terminado el encuentro donde con la consigna “Por América Latina: Pintando la nueva educación, unidad y transformación" se discutieron temas relacionados con educación, movimiento estudiantil y coyuntura política y fue un llamado a la cohesión del movimiento estudiantil. El Congreso incluyó un Encuentro de Secundaria y otro de Mujeres Estudiantes y rindió homenaje a Hugo Chávez Frías. Representó el retorno de este espacio a Centroamérica y marcó el accionar de la OCLAE para los próximos años donde se cumplen los aniversarios 50 de esta plataforma y 100 de la Reforma de Córdoba.